# ماركو هيلر
ماركو هيلر (بالألمانية: Marco Hiller)‏ هو لاعب كرة قدم ألماني، ولد في 20 فبراير 1997 في ألمانيا. لعب مع ميونخ 1860.

## وصلات خارجية
- ماركو هيلر على موقع قاعدة بيانات كرة القدم.إي يو (الإنجليزية)
- ماركو هيلر على موقع عالم كرة القدم.نت (الإنجليزية)